# Llarg segle XIX
El llarg segle XIX és un concepte historiogràfic desenvolupat per Eric Hobsbawm, pensador i historiador marxista britànic. El terme defineix el període comprès entre els anys 1789 i el 1914. Hobsbawm el descriu amb detall a les seves obres L'era de la revolució: 1789–1848, L'era del capital: 1848–1875, L'era de l'imperi: 1875–1914. Aquesta idea rep la influència d'un concepte anterior de Fernand Braudel, el del llarg segle XVI (circa 1450–1640).
Segons Hobsbawm, el llarg segle xix té el seu inici en la Revolució Francesa que va aconseguir establir una república a Europa i té el seu final amb el començament de la Primera Guerra Mundial, a la final de la qual la llarga balança de poder decimonònica va caure.
Una versió més generalitzada del llarg segle xix, que en aquest cas comprendria els anys entre 1750 i 1914, és emprada sovint per l'autor de llibres de text i professor d'història a la Universitat George Mason Peter N. Stearns.
Com a seqüela de la seva trilogia de llibres d'història, Hobsbawm va publicar un llibre titulat L'era dels extrems: El curt segle xix, 1914–1991, on detalla la idea del curt segle XX com a contrapartida d'aquest: el període que estableix entre la Primera Guerra Mundial i el desmantellament de la Unió Soviètica.